# Paraphytus tai
Paraphytus tai là một loài bọ cánh cứng trong họ Bọ hung (Scarabaeidae).